# Kichijirō Ueda
Kichijirō Ueda (上田吉二郎 Ueda Kichijirō?, n. 30 martie 1904, Kobe, Japonia – d. 3 noiembrie 1972, Chōfu, Japonia) a fost un actor japonez cunoscut pentru colaborările sale cu cineastul Akira Kurosawa.

## Biografie
Kichijirō Ueda a apărut în mai mult de 200 de filme între 1925 și 1970. El a devenit cunoscut în rolul trecătorului refugiat de ploaie din filmul Rashomon (1950) al lui Akira Kurosawa, care ascultă, sub acoperișul străvechi și ruinat al porții Rashōmon (Poarta Demonului) din Kyoto, povestea morții sângeroase a unui samurai.
A jucat apoi, alături de Takashi Shimura, în filmul Ai to nikushimi no kanata e (1951), regizat de Senkichi Taniguchi, după un scenariu scris de regizor în colaborare cu Kurosawa, și apoi, alături de Toshirō Mifune, în Shiosai (1954), regizat tot de Taniguchi și în Ikimono no kiroku (1955), regizat de Akira Kurosawa, în care a interpretat rolurile unui tată sever. Un alt rol cunoscut este cel al preotului spadasin, care se duelează cu Musashi Miyamoto în filmul Miyamoto Musashi kanketsuhen : kettō Ganryūjima (1956), regizat de Hiroshi Inagaki.

## Filmografie selectivă
- 1925: Hanpeita Tsukigata (月形半平太 Tsukigata Hanpeita?), regizat de Teinosuke Kinugasa - Kyūnoshin Okudaira
- 1939: Roppa no Ōkubo Hikozaemon (ロッパの大久保彦左衛門?), regizat de Torajirō Saitō - Goemon Ishikawa
- 1941: Le Festival de la mer (海を渡る祭礼 Umi wo wataru sairei?), regizat de Hiroshi Inagaki
- 1950: Scandale (醜聞 Shūbun?), regizat de Akira Kurosawa - un bătrân[9]
- 1950: J'ai vu des poissons fantômes (われ幻の魚見たり Ware maboroshi no sakana o mitari?), regizat de Daisuke Itō
- 1950: Rashōmon (羅生門?), regizat de Akira Kurosawa - omul simplu[10]
- 1951: Ai to nikushimi no kanata e (愛と憎しみの彼方へ?), regizat de Senkichi Taniguchi[4]
- 1952: Les Vauriens de l'époque Sengoku (戦国無頼 Sengoku burai?), regizat de Hiroshi Inagaki[11]
- 1953: Les Contes de la lune vague après la pluie (雨月物語 Ugetsu monogatari?), regizat de Kenji Mizoguchi - proprietarul magazinului
- 1953: Hanjiro Omatsuri (お祭半次郎 Omatsuri Hanjirō?), regizat de Hiroshi Inagaki - Toraemon
- 1954: Cei șapte samurai (七人の侍 Shichinin no samurai?), regizat de Akira Kurosawa - iscoada capturată[12]
- 1954: Shiosai (潮騒?), regizat de Senkichi Taniguchi - Terukichi Miyata, tatăl lui Hatsue[13]
- 1955: Vivre dans la peur (生きものの記録 Ikimono no kiroku?), regizat de Akira Kurosawa - dl. Kuribayashi, tatăl lui Asako[14]
- 1955: Histoire du détective Umon Muttsuri, le taciturne : la résidence Kimen (むっつり右門捕物帖 鬼面屋敷 Muttsuri Umon torimonocho - Kimen Yashiki?), regizat de Kajirō Yamamoto
- 1956: L'Étrange Amour de la femme blanche (白夫人の妖恋 Byaku fujin no yoren?), regizat de Shirō Toyoda
- 1956: La Voie de la lumière (宮本武蔵完結編 決闘巌流島 Miyamoto Musashi kanketsuhen : kettō Ganryūjima?), regizat de Hiroshi Inagaki - preotul Ogon[15]
- 1956: Jōshū to tomo ni (女囚と共に?), regizat de Seiji Hisamatsu - Ohno
- 1956: Au gré du courant (流れる Nagareru?), regizat de Mikio Naruse
- 1957: Tronul însângerat (蜘蛛巣城 Kumonosu jo?), regizat de Akira Kurosawa - un slujitor al gen. Washizu[16][17]
- 1957: Azilul de noapte (どん底 Donzoko?), regizat de Akira Kurosawa - agentul de poliție Shimazo[18][19][20]
- 1957: Sur la terre (地上 Chijo?), regizat de Kōzaburō Yoshimura - Tahei Nakamura
- 1958: Omul cu ricșa (無法松の一生 Muhomatsu no issho?), regizat de Hiroshi Inagaki - furnizorul de tăiței al hanului[21][22]
- 1958: La Forteresse cachée (隠し砦の三悪人 Kakushi toride no san-akunin?), regizat de Akira Kurosawa - negustorul de sclavi[23]
- 1959: Aruhi watashi wa (ある日わたしは?), regizat de Kihachi Okamoto - Hanajima
- 1959: La Naissance du Japon (日本誕生 Nippon tanjō?), regizat de Hiroshi Inagaki[24]
- 1961: Récits du château d'Osaka (大阪城物語 Ōsaka-jō monogatari?), regizat de Hiroshi Inagaki - Jinbei, proprietarul magazinului[25]
- 1962: L'Enfer d'Okinawa (太平洋戦争と姫ゆり部隊 Taiheiyō Sensō to Himeyuri Butai?), regizat de Kiyoshi Komori
- 1964: Les Trois Samouraïs hors-la-loi (三匹の侍 Sanbiki No Samurai?), regizat de Hideo Gosha
- 1966: Goemon se déchaîne (暴れ豪右衛門 Abare Gōemon?), regizat de Hiroshi Inagaki - Kaniuemon[26]
- 1967: Gamera contre Gyaos (大怪獣空中戦 ガメラ対ギャオス Daikaijū kūchūsen: Gamera tai Gyaosu?), regizat de Noriaki Yuasa
- 1968: Femmes criminelles (徳川女刑罰史 Tokugawa onna keibatsu-shi?), regizat de Teruo Ishii - Minosuke
- 1969: Le Territoire du sang versé (広域暴力団 流血の縄張 Kōiki bōryoku: Ryuuketsu no shima?), regizat de Yasuharu Hasebe

## Legături externe
- Kichijirō Ueda la Internet Movie Database
- Kichijirō Ueda pe Japanese Movie Database